# League of Ireland 2016
Die League of Ireland 2016 (offiziell: Airtricity League nach dem Ligasponsor Airtricity) war die 96. Spielzeit der höchsten irischen Fußballliga. Die Saison begann am 4. März 2016 und endete am 28. Oktober 2016.
Der Dundalk FC schaffte den Titel-Hattrick und wurde zum insgesamt zwölften Mal Meister.

## Modus
Die zwölf Mannschaften spielten jeweils dreimal gegeneinander. Jedes Team absolvierte dabei 33 Saisonspiele. Der Tabellenletzte stieg direkt ab, der Vorletzte musste in die Relegation.

## Vereine
| Verein                | Wappen                | Stadt      | Stadion            | Kapazität |
| --------------------- | --------------------- | ---------- | ------------------ | --------- |
| Bohemians Dublin      | Bohemians Dublin      | Dublin     | Dalymount Park     | 7.955     |
| Bray Wanderers        | Bray Wanderers        | Bray       | Carlisle Grounds   | 3.250     |
| Cork City             | Cork City             | Cork       | Turners Cross      | 7.365     |
| Derry City            | Derry City            | Derry      | Brandywell Stadium | 7.700     |
| Dundalk FC            | Dundalk FC            | Dundalk    | Oriel Park         | 6.000     |
| Finn Harps            | Finn Harps            | Ballybofey | Finn Park          | 7.500     |
| Galway United         | Galway United         | Galway     | Eamonn Deacy Park  | 5.000     |
| Longford Town         | Longford Town         | Longford   | Flancare Park      | 6.850     |
| Shamrock Rovers       | Shamrock Rovers       | Dublin     | Tallaght Stadium   | 5.947     |
| Sligo Rovers          | Sligo Rovers          | Sligo      | The Showgrounds    | 5.500     |
| St Patrick’s Athletic | St Patrick’s Athletic | Dublin     | Richmond Park      | 5.340     |
| Wexford Youths        | Wexford Youths        | Crossabeg  | Ferrycarrig Park   | 2.500     |

## Abschlusstabelle
| Pl. | Verein                | Sp. | S  | U  | N  | Tore    | Diff. | Punkte |
| --- | --------------------- | --- | -- | -- | -- | ------- | ----- | ------ |
| 1.  | Dundalk FC (M, P)     | 33  | 25 | 2  | 6  | 073:280 | +45   | 77     |
| 2.  | Cork City             | 33  | 21 | 7  | 5  | 065:230 | +42   | 70     |
| 3.  | Derry City            | 33  | 17 | 11 | 5  | 048:290 | +19   | 62     |
| 4.  | Shamrock Rovers       | 33  | 16 | 7  | 10 | 046:340 | +12   | 55     |
| 5.  | Sligo Rovers          | 33  | 13 | 10 | 10 | 042:350 | +7    | 49     |
| 6.  | Bray Wanderers        | 33  | 13 | 7  | 13 | 039:400 | −1    | 46     |
| 7.  | St Patrick’s Athletic | 33  | 13 | 6  | 14 | 045:410 | +4    | 45     |
| 8.  | Bohemians Dublin      | 33  | 12 | 5  | 16 | 030:370 | −7    | 41     |
| 9.  | Galway United         | 33  | 10 | 8  | 15 | 044:540 | −10   | 38     |
| 10. | Finn Harps (N, R)     | 33  | 8  | 8  | 17 | 023:490 | −26   | 32     |
| 11. | Wexford Youths (N)    | 33  | 6  | 5  | 22 | 031:700 | −39   | 23     |
| 12. | Longford Town         | 33  | 2  | 8  | 23 | 025:710 | −46   | 14     |

| (M) | amtierender irischer Meister     |
| (P) | amtierender irischer Pokalsieger |
| (N) | Neuaufsteiger                    |
| (R) | Sieger der Relegation            |

## Kreuztabelle
Die Kreuztabelle stellt die Ergebnisse aller Spiele dieser Saison dar. Die Heimmannschaft ist in der mittleren Spalte aufgelistet und die Gastmannschaft in der obersten Reihe. Die Ergebnisse sind immer aus Sicht der Heimmannschaft angegeben.
| Hinrunde (Runden 1–22) | Hinrunde (Runden 1–22) | Hinrunde (Runden 1–22) | Hinrunde (Runden 1–22) | Hinrunde (Runden 1–22) | Hinrunde (Runden 1–22) | Hinrunde (Runden 1–22) | Hinrunde (Runden 1–22) | Hinrunde (Runden 1–22) | Hinrunde (Runden 1–22) | Hinrunde (Runden 1–22) | Hinrunde (Runden 1–22) | 2016                  | Rückrunde (Runden 23–33) | Rückrunde (Runden 23–33) | Rückrunde (Runden 23–33) | Rückrunde (Runden 23–33) | Rückrunde (Runden 23–33) | Rückrunde (Runden 23–33) | Rückrunde (Runden 23–33) | Rückrunde (Runden 23–33) | Rückrunde (Runden 23–33) | Rückrunde (Runden 23–33) | Rückrunde (Runden 23–33) | Rückrunde (Runden 23–33) |
| Bohemians Dublin       | Bray Wanderers         | Cork City              | Derry City             | Dundalk FC             | Finn Harps             | Galway United          | Longford Town          | Shamrock Rovers        | Sligo Rovers           | St Patrick’s Athletic  | Wexford Youths         | Verein                | Bohemians Dublin         | Bray Wanderers           | Cork City                | Derry City               | Dundalk FC               | Finn Harps               | Galway United            | Longford Town            | Shamrock Rovers          | Sligo Rovers             | St Patrick’s Athletic    | Wexford Youths           |
| ---------------------- | ---------------------- | ---------------------- | ---------------------- | ---------------------- | ---------------------- | ---------------------- | ---------------------- | ---------------------- | ---------------------- | ---------------------- | ---------------------- | --------------------- | ------------------------ | ------------------------ | ------------------------ | ------------------------ | ------------------------ | ------------------------ | ------------------------ | ------------------------ | ------------------------ | ------------------------ | ------------------------ | ------------------------ |
|                        | 0:0                    | 0:1                    | 0:1                    | 0:2                    | 2:0                    | 1:1                    | 2:0                    | 0:4                    | 1:0                    | 5:1                    | 3:3                    | Bohemians Dublin      |                          | −                        | −                        | −                        | 1:2                      | −                        | −                        | 1:0                      | 1:0                      | 3:2                      | −                        | 1:0                      |
| 0:2                    |                        | 0:2                    | 0:3                    | 0:3                    | 1:0                    | 1:2                    | 0:0                    | 1:1                    | 4:0                    | 1:0                    | 3:0                    | Bray Wanderers        | 2:1                      |                          | 4:1                      | 2:2                      | 2:1                      | −                        | −                        | −                        | −                        | 4:0                      | 2:1                      | −                        |
| 2:0                    | 4:0                    |                        | 2:1                    | 1:0                    | 3:1                    | 5:3                    | 6:0                    | 2:0                    | 1:2                    | 1:0                    | 1:1                    | Cork City             | 0:0                      | −                        |                          | −                        | −                        | 2:0                      | −                        | 5:2                      | 3:0                      | −                        | 3:1                      | 5:0                      |
| 1:0                    | 2:0                    | 1:0                    |                        | 0:5                    | 2:2                    | 2:1                    | 4:0                    | 3:0                    | 0:2                    | 1:1                    | 1:0                    | Derry City            | 2:1                      | −                        | 0:0                      |                          | −                        | −                        | 0:0                      | −                        | 2:2                      | 2:1                      | −                        | −                        |
| 2:1                    | 1:0                    | 0:1                    | 1:1                    |                        | 3:0                    | 2:1                    | 4:3                    | 1:1                    | 1:0                    | 2:0                    | 3:2                    | Dundalk FC            | −                        | −                        | 2:1                      | 3:1                      |                          | 2:0                      | 4:1                      | −                        | −                        | 0:3                      | −                        | −                        |
| 0:0                    | 1:0                    | 0:1                    | 2:1                    | 0:7                    |                        | 1:0                    | 1:0                    | 0:1                    | 3:0                    | 1:2                    | 0:1                    | Finn Harps            | 1:0                      | 2:1                      | −                        | 0:5                      | −                        |                          | −                        | 0:1                      | 0:2                      | −                        | 1:1                      | −                        |
| 1:0                    | 4:0                    | 2:2                    | 0:0                    | 1:0                    | 1:0                    |                        | 2:2                    | 0:1                    | 1:2                    | 0:3                    | 4:2                    | Galway United         | 2:0                      | 0:2                      | 0:5                      | −                        | −                        | 3:2                      |                          | 0:0                      | −                        | −                        | −                        | −                        |
| 0:1                    | 1:1                    | 0:3                    | 1:1                    | 0:4                    | 0:2                    | 1:1                    |                        | 0:2                    | 2:2                    | 0:1                    | 2:4                    | Longford Town         | −                        | 0:2                      | −                        | 2:3                      | 0:3                      | −                        | −                        |                          | 2:4                      | −                        | 0:1                      | −                        |
| 3:1                    | 2:0                    | 0:0                    | 0:1                    | 0:2                    | 1:1                    | 2:0                    | 2:1                    |                        | 3:0                    | 0:2                    | 2:0                    | Shamrock Rovers       | −                        | 0:0                      | −                        | −                        | 0:3                      | −                        | 4:2                      | −                        |                          | −                        | 0:0                      | 3:1                      |
| 1:0                    | 0:0                    | 0:0                    | 0:0                    | 0:1                    | 1:1                    | 1:1                    | 3:0                    | 0:2                    |                        | 1:0                    | 4:1                    | Sligo Rovers          | −                        | −                        | 0:0                      | −                        | −                        | 0:0                      | 2:1                      | 1:0                      | 3:2                      |                          | −                        | 5:0                      |
| 3:0                    | 0:1                    | 3:1                    | 0:1                    | 0:4                    | 4:0                    | 1:3                    | 3:3                    | 0:2                    | 1:1                    |                        | 4:0                    | St Patrick’s Athletic | 1:2                      | −                        | −                        | 0:2                      | 5:2                      | −                        | 1:0                      | −                        | −                        | 0:0                      |                          | 4:1                      |
| 0:1                    | 2:0                    | 0:1                    | 1:2                    | 1:2                    | 1:1                    | 0:2                    | 0:4                    | 2:0                    | 0:5                    | 0:1                    |                        | Wexford Youths        | −                        | 1:3                      | −                        | 0:0                      | 0:1                      | 0:0                      | 5:4                      | 2:0                      | −                        | −                        | −                        |                          |

## Relegation
|                | Gesamt |                 | Hinspiel | Rückspiel |
| -------------- | ------ | --------------- | -------- | --------- |
| Wexford Youths | 2:3    | Drogheda United | 2:0      | 0:3       |

## Torschützenliste
| Pl. | Name             | Mannschaft            | Tore |
| --- | ---------------- | --------------------- | ---- |
| 01. | Sean Maguire     | Cork City             | 18   |
| 02. | Rory Patterson   | Derry City            | 17   |
| 03. | David McMillan   | Dundalk FC            | 16   |
| 04. | Vinny Faherty    | Galway United         | 12   |
| 05. | Conan Byrne      | St Patrick’s Athletic | 11   |
| 06. | Kurtis Byrne     | Bohemians Dublin      | 10   |
| 06. | Raffaele Cretaro | Sligo Rovers          | 10   |
| 06. | Christy Fagan    | St Patrick’s Athletic | 10   |
| 06. | Gary McCabe      | Shamrock Rovers       | 10   |